# Montfort (Wisconsin)
Montfort is een plaats (village) in de Amerikaanse staat Wisconsin, en valt bestuurlijk gezien onder Grant County en Iowa County.

## Demografie
Bij de volkstelling in 2000 werd het aantal inwoners vastgesteld op 663. In 2006 is het aantal inwoners door het United States Census Bureau geschat op 647, een daling van 16 (-2,4%).

## Geografie
Volgens het United States Census Bureau beslaat de plaats een oppervlakte van 1,4 km², geheel bestaande uit land. Montfort ligt op ongeveer 338 m boven zeeniveau.

## Plaatsen in de nabije omgeving
De onderstaande figuur toont nabijgelegen plaatsen in een straal van 16 km rond Montfort.